# Család csak egy van
A Család csak egy van (eredeti cím: Packed to the Rafters) 2008-ban bemutatott ausztrál televíziós sorozat. A műsor alkotója Bevan Lee, a történet pedig a Rafter család mindennapjaiba enged bepillantást. A főszereplők közt megtalálható Rebecca Gibney, Erik Thomson, Michael Caton, George Houvardas és Hugh Sheridan.
A sorozatot Ausztráliában a Seven Network adta le 2008. augusztus 26. és 2013. július 2. között, Magyarországon az M1 mutatta be 2011. november 9-én, később pedig a Duna és az Izaura TV is műsorra tűzte.

## Cselekmény
A történet a Rafter család életébe enged betekintést. A sorozat elején a szülők, Julie és Dave házassági évfordulóján kiderül, hogy középső fiúk, Ben is szeretne elköltözni és saját életbe kezdeni. A kezdeti elkeseredés után a házaspár megpróbálja kiélvezni, hogy az egész ház az övék lesz, de végül nem épp úgy alakulnak a dolgok ahogy szerették volna.

## Szereplők
| Karakter                | Színész          | Magyar hang         |
| ----------------------- | ---------------- | ------------------- |
| Julie Rafter            | Rebecca Gibney   | Zakariás Éva        |
| Dave Rafter             | Erik Thomson     | Barabás Kiss Zoltán |
| Nathan Rafter           | Angus McLaren    | Pálmai Szabolcs     |
| Ben Rafter              | Hugh Sheridan    | Czető Roland        |
| Ted Taylor              | Michael Caton    |                     |
| Nick "Carbo" Karandonis | George Houvardas | Láng Balázs         |
| Rachel Rafter           | Jessica Marais   | Bogdányi Titanilla  |
| Melissa Bannon          | Zoe Ventoura     | Mezei Kitty         |
| Jake Barton             | James Stewart    | Kisfalusi Lehel     |
| Sammy Rafter            | Jessica McNamee  | Roatis Andrea       |
| Coby Jennings           | Ryan Corr        |                     |
| Loretta Schembri        | Hannah Marshall  |                     |
| Chrissey Merchant       | Caroline Brazier |                     |
| Libby Sanders           | Belinda Bromilow | Törtei Tünde        |

## Epizódok
| Évad | Évad | Részek száma | Részek száma | Eredeti sugárzás    | Eredeti sugárzás   | Eredeti adó   | Magyar sugárzás    | Magyar sugárzás    | Magyar adó |
| Évad | Évad | Részek száma | Részek száma | Évadbemutató        | Évadzáró           | Eredeti adó   | Évadbemutató       | Évadzáró           | Magyar adó |
| ---- | ---- | ------------ | ------------ | ------------------- | ------------------ | ------------- | ------------------ | ------------------ | ---------- |
|      | 1.   | 22           | 22           | 2008. augusztus 26. | 2009. március 24.  | Seven Network | 2011. november 9.  | 2011 december 9.   | M1         |
|      | 2.   | 22           | 22           | 2009. június 30.    | 2009. november 24. | Seven Network | 2011. december 12. | 2012. január 17.   | M1         |
|      | 3.   | 22           | 22           | 2010. június 29.    | 2010. november 16. | Seven Network | 2012. január 18.   | 2012. február 16.  | M1         |
|      | 4.   | 22           | 22           | 2011. február 8.    | 2012. március 20.  | Seven Network | 2012. február 17.  | 2013. november 12. | M1         |
|      | 5.   | 22           | 22           | 2012. április 17.   | 2013. április 16.  | Seven Network | 2013. november 13. | 2013. december 12. | M1         |
|      | 6.   | 12           | 12           | 2013. április 23.   | 2013. július 2.    | Seven Network | 2014. december 29. | 2015. január 13.   | Duna       |